# Микробиологический раствор
Микробиологический раствор (МБР) – раствор, содержащий определенные микроорганизмы, которые находятся в неактивном состоянии в носителе, предотвращающем их быстрое размножение.

## Состав МБР
Основу МБР составляют специально подготовленные виды микроорганизмов, которые обитают в экологически чистом чернозёме: компоненты гумуса, литотрофные микроорганизмы, молочнокислые бактерии, азотфиксирующие бактерии и деструкторы азотистых соединений. Все аэробные микроорганизмы представлены в виде спор, а анаэробные в виде живых организмов. Помимо них, в носителе (воде) находятся грибы (гетеротрофные, олиготрофные, маслянокислые, углеводородокисляющие, олигонитрофильные, нитрифицирующие, денитрифицирующие, целлюлозолитические ) и дрожжи. Вода не позволяет бактериям активно размножаться и удерживает их в состоянии анабиоза, что позволяет МБР храниться довольно продолжительное время.

## Принцип работы МБР
Микроорганизмы из раствора переносятся на питательную среду, представленную органическими остатками или минеральными веществами, находящейся на обрабатываемой территории. После выхода из водной фазы, бактерии просыпаются от анабиоза, и начинают активно питаться и размножаться, выделяя в окружающую среду биологически активные ферменты и продукты жизнедеятельности, тем самым запуская каталитические процессы переработки окружающей среды до структуры чернозёмных почв.

## Применение МБР
Вопреки сложившемуся мнению, МБР не является удобрением или вытяжкой из биогумуса, чья цель - повысить качество урожая растений. Его основная задача - восстановить плодородие почв и переработать экологические загрязнения. Улучшение качества урожая, повышение иммунной системы выращиваемых культур лишь является следствием их выращивания на экологически чистой почве (аналогичный эффект наблюдается при выращивании культур на черноземе).
Ниже представлены области применения МБР:
- Восстановление и повышение естественного плодородия  и микробаланса почв
- Оптимизация физико-химических свойств почв
- Превращение деградированных почв и почвы с органическими загрязнениями в плодородные
- Переработка пожнивных остатков
- Компенсация токсичности воздействия загрязненных почв
- Производство почвогрунтов для теплиц и фермерских хозяйств
- Ускорение вегетации растений
- Повышение урожайности
- Для защитных функций растений
- Улучшение адаптивных свойств растений
- Биоразложение буровых и нефтяных шламов